# Цзиюньхэ
Цзиюньхэ (кит. 蓟运河) — река в Китае (город Тяньцзинь). Впадает в Бохайский залив. Река относится к бассейну Хайхэ, иногда считается её частью.
Длина реки составляет 156,8 км, территория её бассейна — 10228 км² (в 1984 году на ней проживало 3,95 млн человек). Бассейн Цзиньцзян сложен морскими осадочными и обломочными горными породами.
Цзиюньхэ начинается под горой Маошань (высотой 1049 м) и протекает по северо-восточной части Тяньцзиня.
Среднегодовая норма осадков в районе реки составляет 538,5 мм, среднегодовая температура — 24,7°С.
В 1984 году 27 % бассейна реки занимали леса, 14,6 % — рисовые поля, 52,9 % — прочие сельскохозяйственные земли, 1,9 % было застроено. Северная часть бассейна гористая, южная — равнинная, там выращивают пшеницу и кукурузу.
Крупнейшими притоками реки являются Гухэ (длина — 160 км, площадь бассейна — 1230 км²), Чжоухэ (длина — 42 км, площадь бассейна — 2143 км²) и Хуаньсянхэ (длина — 121 км, площадь бассейна — 3270км²). Среднегодовой расход воды составляет 1,91 м³/с, максимальный зарегистрированный — 572 м³/с (Цзюванчжуан). С 1930 по 1979 год на реке произошло 16 наводнений.
Крупнейшими водохранилищами в бассейне Цзиюньхэ являются Юйцяо (1559 млн м³, построен в 1960 году), Цючжуан (204 млн м³) и Хайцзы (121 млн м³).
Название реки составлено из иероглифов 蓟, взятого из названия города Цзичжоу, через который она протекает, 运, то есть «перевозить» или «транспорт», и 河, «река».